# Krivá
Krivá – wieś (obec) w północnej Słowacji, w powiecie Dolný Kubín, w historycznym regionie Orawa. Znajduje się na granicy dwóch regionów geograficznych: Pogórza Orawskiego (Oravská vrchovina) i Magury Orawskiej (Oravskà Magura), w dolinie rzeki Orawa i uchodzącego do niej potoku Krivský potok. Przez miejscowość przebiega droga krajowa nr 59.
Pierwsza pisemna wzmianka o miejscowości pochodzi z 1575 roku.
W Krivej znajduje się kościół rzymskokatolicki i z miejscowości tej pochodzi m.in. zakonnica Zdenka Schelingová, błogosławiona Kościoła katolickiego.

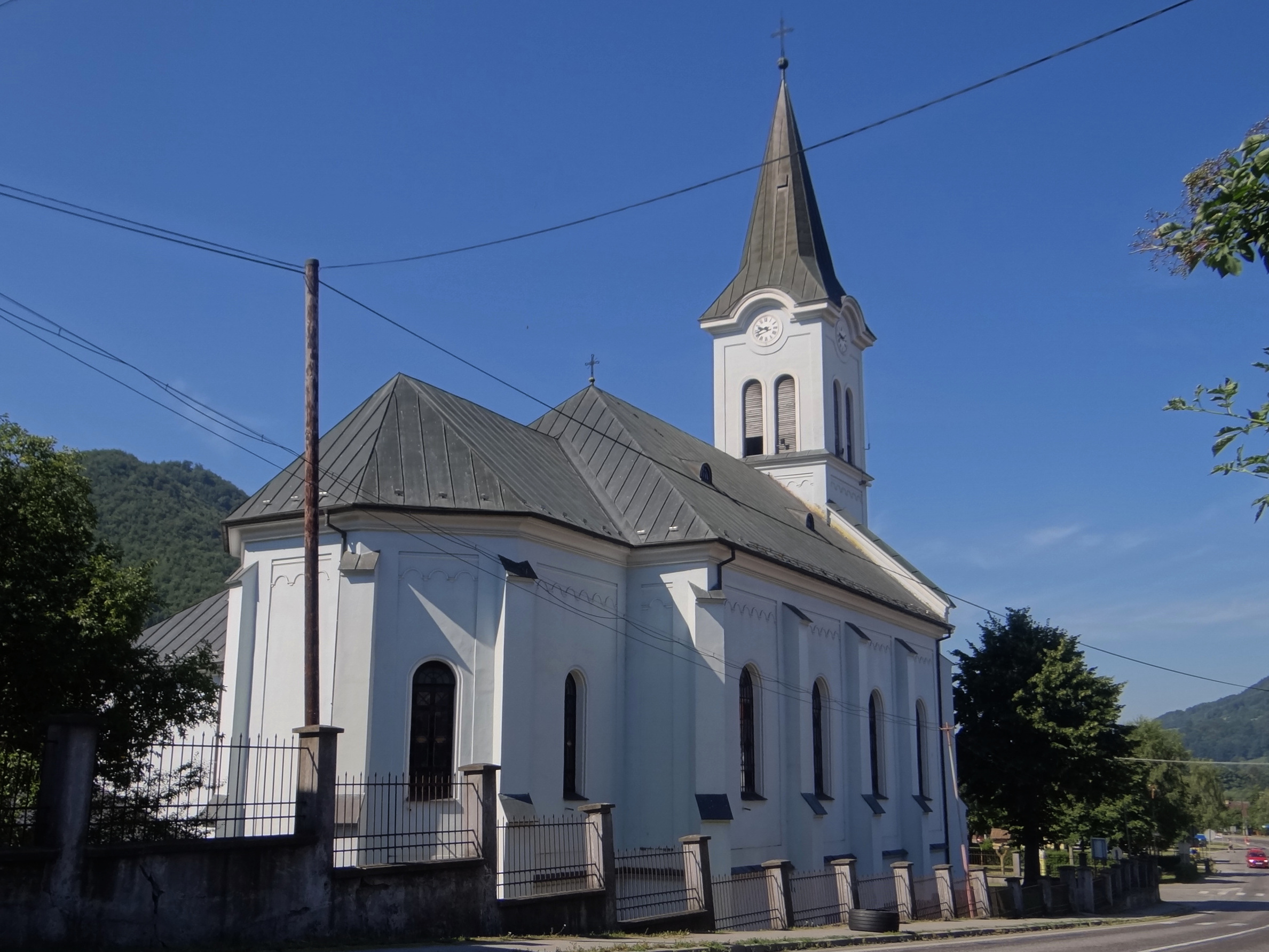
Kościół rzymskokatolicki